# Protocol Independent Multicast

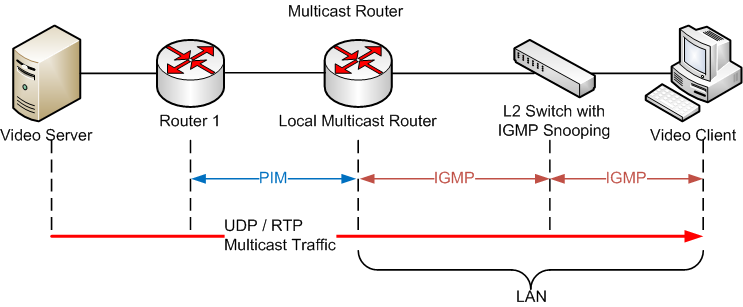
Приклад Multicast-архітектури

Незалежна від протоколу групова маршрутизація (англ. Protocol Independent Multicast, PIM) — сімейство багатоадресних протоколів маршрутизації для IP мереж, створене для вирішення проблем групової маршрутизації. PIM називається протоколо-незалежним, тому що базується на традиційних маршрутних протоколах (наприклад Border Gateway Protocol), замість того, щоб створювати власну мережеву топологію.

## Ущільнений режим (Dense Mode)
Protocol Independent Multicast-Dense Mode (PIM-DM) використовується для компактних груп, зазвичай з високою щільністю одержувачів. Він побічно будує дерева найкоротшого шляху, скануючи всю мережу, а потім на зворотному шляху обрізає гілки дерева, де немає одержувачів. Цим PIM-DM реалізує метод RPF (Reverse Path Forwarding) з усіканням (Prune). Пробні датаграми розсилаються кожні 3 хвилини, що є одним з недоліків даного протоколу.
Часто протокол PIM-DM використовується спільно з протоколом DVMRP (Distance Vector Multicast Routing Protocol).
Опис протоколу PIM-DM знаходиться в RFC 3973.

## Розріджений режим (Sparse Mode)
Protocol Independent Multicast-Sparse Mode (PIM-SM) будує односпрямовані загальні дерева з корінням в точці рандеву (Rendezvous Point — RP) для кожної Multicast-групи. Як RP може бути використаний будь-який маршрутизатор, який підтримує протокол PIM. Додатково PIM-SM створює дерева найкоротшого шляху для кожного відправника.
PIM-SM використовується для мереж з довільним розосередженням користувачів з обмеженою пропускною спроможністю мережевих каналів.
Опис протоколу PIM-SM знаходиться в RFC 4601.

## Мультикаст із заданим джерелом (Source Specific Multicast)
Protocol Independent Multicast-Source Specific Multicast (PIM-SSM) розвиває концепцію виділення мультикаста не тільки груповою адресою, але й адресою джерела трафіку для групи. Є похідним від PIM-SM.
Опис протоколу PIM-SSM знаходиться в RFC 4607.